# Taurinius
Taurinius (aussi appelé Taurinus) est un usurpateur romain qui s'est révolté contre l'empereur Sévère Alexandre en 232 après J.-C. Il est déclaré empereur par les légions stationnées en Mésopotamie romaine après leurs rébellions suite à l'invasion des Sassanides en 229 après J.-C. La révolte est rapidement écrasé par Alexandre à la fin de l'été 232 après J.-C. Taurinus se noie dans l'Euphrate volontairement ou en tentant de s'enfuir en territoire Sassanide.

## Histoire
En 229 apr. J.-C., durant le règne de l'empereur Sévère Alexandre, les Sassanides envahissent la Mésopotamie Romaine. Cette invasion conduit à une rébellion de la principale garnison romaine de la région en 232 apr. J.-C.. Durant la rébellion, Taurinus est proclamé empereur,,. A la fin de l'été 232 apr. J.-C.. Alexandre écrase la révolte avec succès. Taurinius s'enfuit et se noie volontairement dans l'Euphrate ou en essayant de rejoindre le territoire Sassanide.

## Historiographie
L'Épitomé de Caesaribus fait référence à son existence sous le nom de Taurinius et indique qu'après s'être révolté contre l'empereur Sévère Alexandre, il fut déclaré augustus. L'Épitomé de Caesaribus termine en ajoutant qu'il se serait volontairement jeté dans l'Euphrate après l'échec de sa rébellion par peur de l'empereur Sévère Alexandre. L'historien byzantin Zonaras le mentionne de manière similaire mais sous le nom Taurinus. Taurinius n'ayant jamais pris le contrôle d'une fabrique de monnaie il n'existe aucune preuves numismatiques de sa révolte. A l'exception de l'Épitomé de Caesaribus, Taurinius n'est mentionné dans aucune autres sources historique littéraires et épigraphes.